# Universidade Estadual da Transnístria
Duas universidades reivindicam a sucessão da Universidade Estadual Taras Shevchenko de Tiraspol; a Universidade Estadual da Transnístria (em russo: Приднестровский государственный университет имени Т. Г. Шевченко) localizada em Tiraspol, Transnístria, e a Universidade Estadual de Tiraspol (em romeno: Universitatea de Stat din Tiraspol) localizada em Chișinău, Moldávia.

## História
A universidade original em Tiraspol foi fundada em 1930 como o Instituto Pedagógico do Estado na República Socialista Soviética Autônoma da Moldávia (RSSAM), na época uma parte constituinte da RSS da Ucrânia localizada onde atualmente está a Transnístria. A instituição foi renomeada em 1939 para homenagear o poeta e pintor ucraniano Taras Shevchenko, em seu 125º aniversário.
Em 1940, após a ocupação soviética da Bessarábia, parte do território da RSSAM, incluindo a cidade de Tiraspol, foi alocada para a nova RSS da Moldávia formada pelos soviéticos.
Em julho de 1992, como resultado da Guerra da Transnístria, a universidade foi oficialmente transferida para Chișinău, onde continua a funcionar com o nome de Universidade Estadual de Tiraspol (UST), enquanto em Tiraspol foi reorganizada como Universidade Estadual da Transnístria (PSU). Assim, a universidade foi dividida em duas, com ambas alegando ser a instituição original fundada em 1930.

## PSU

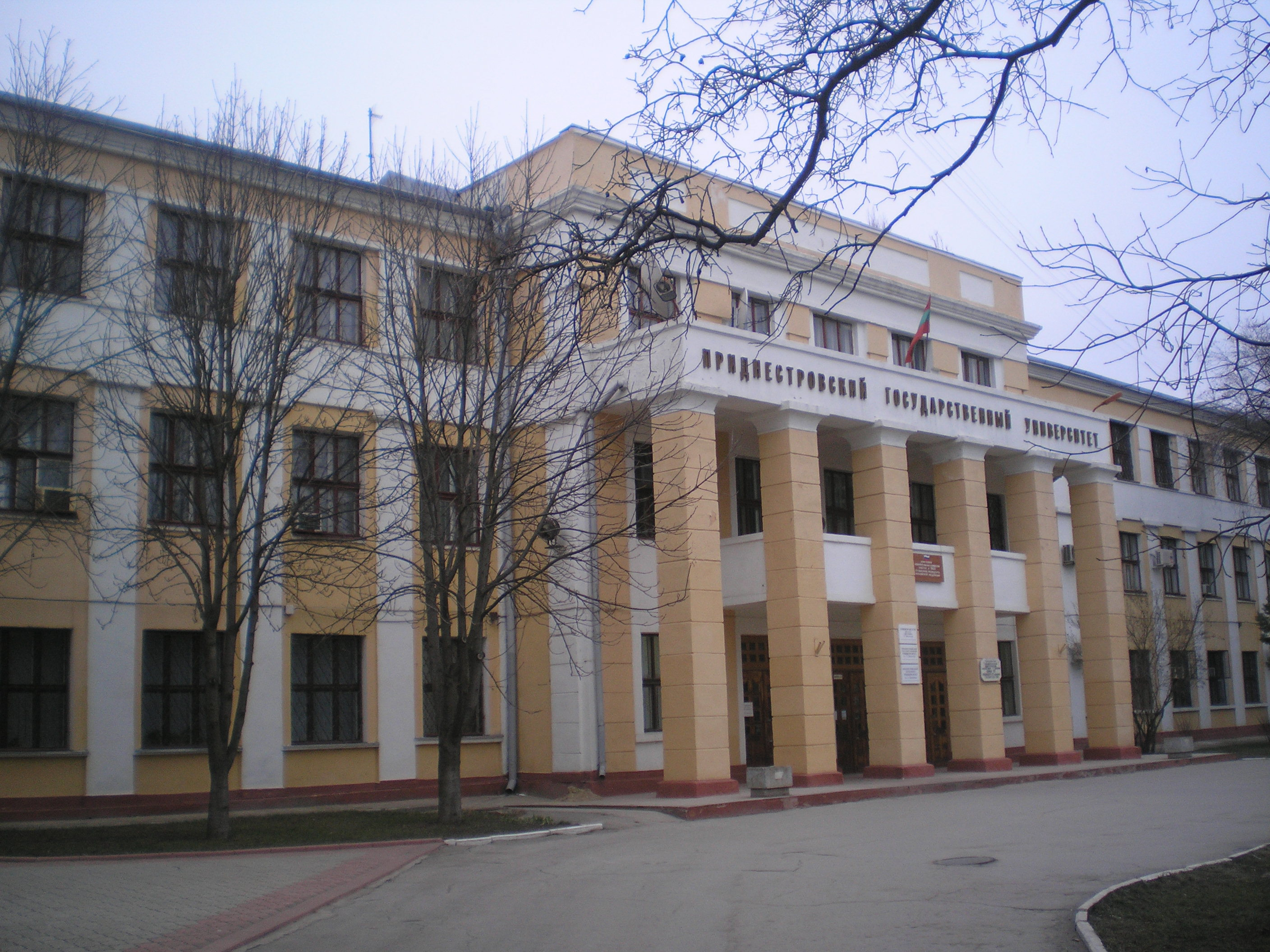
A universidade em Tiraspol (PSU)

Em Tiraspol, a universidade é composta por 12 edifícios. Ela oferece cursos credenciados internacionalmente em parcerias com universidades da Rússia. Os alunos podem estudar tanto internamente quanto in absentia. Não apenas cidadãos da Transnístria podem estudar lá, mas também pessoas do exterior. A educação pode ser gratuita ou paga. A universidade emprega mais de 1.000 professores, incluindo 36 doutores e 220 mestres em ciências. Entre suas publicações, o Atlas da Transnístria é frequentemente usado como fonte de dados, mapas especializados e estatísticas sobre a Transnístria.
A universidade tem 8 faculdades e 84 cátedras, oferecendo 54 especializações diferentes. As aulas são ministradas principalmente em russo, com apenas alguns programas em romeno (chamado de "moldavo em escrita cirílica") e ucraniano.
- Faculdade Agrária e Tecnológica
- Faculdade de Geografia Natural
- Faculdade de Medicina
- Faculdade de Pedagogia e Psicologia
- Faculdade de Educação Física e Desportos
- Faculdade de Física e Matemática
- Faculdade de Filologia
- Faculdade de Economia

A universidade também possui quatro institutos e filiais.
- Instituto de Administração Pública, Direito e Ciências Sociais e Humanas
- Instituto de Engenharia e Técnica
- Filial Politécnica em Bender
- Filial em Rîbnița

## UST
Em Chișinău, a universidade tem 5 faculdades e 7 departamentos, oferecendo estudos em 42 especialidades, 17 especializações e 5 especialidades científicas.
- Faculdade de Física, Matemática e Tecnologias da Informação
- Faculdade de Biologia e Química
- Faculdade de Filologia
- Faculdade de Geografia
- Faculdade de Pedagogia